# Mars Observer
Mars Observer – amerykańska sonda kosmiczna programu Planetary Observer (jedyna misja tego programu wystrzelona w kosmos), która w 1993 roku miała wejść na orbitę Marsa. Misja zakończyła się niepowodzeniem. Z niewyjaśnionych przyczyn 22 sierpnia 1993 o 01:00 UTC stracono z nią łączność. Stało się to w czasie operacji wchodzenia sondy na orbitę okołomarsjańską podczas przygotowań do odpalenia silników głównych. 30 minut po planowanym wykonaniu tego manewru sonda powinna się zgłosić, ale już nigdy się nie odezwała. Wśród prawdopodobnych przyczyn awarii wymieniano m.in. eksplozję materiałów pędnych i wadliwą elektronikę.
Była to pierwsza amerykańska misja na Marsa od czasu sond Viking wystrzelonych w 1975 roku. Mars Observer miał wejść na orbitę polarną o wysokości 378 × 350 km. Przez marsjański rok (687 dni) miał robić zdjęcia powierzchni planety o wysokiej rozdzielczości, badać geologię, atmosferę i klimat, by pogłębić naszą wiedzę na temat ewolucji planet.

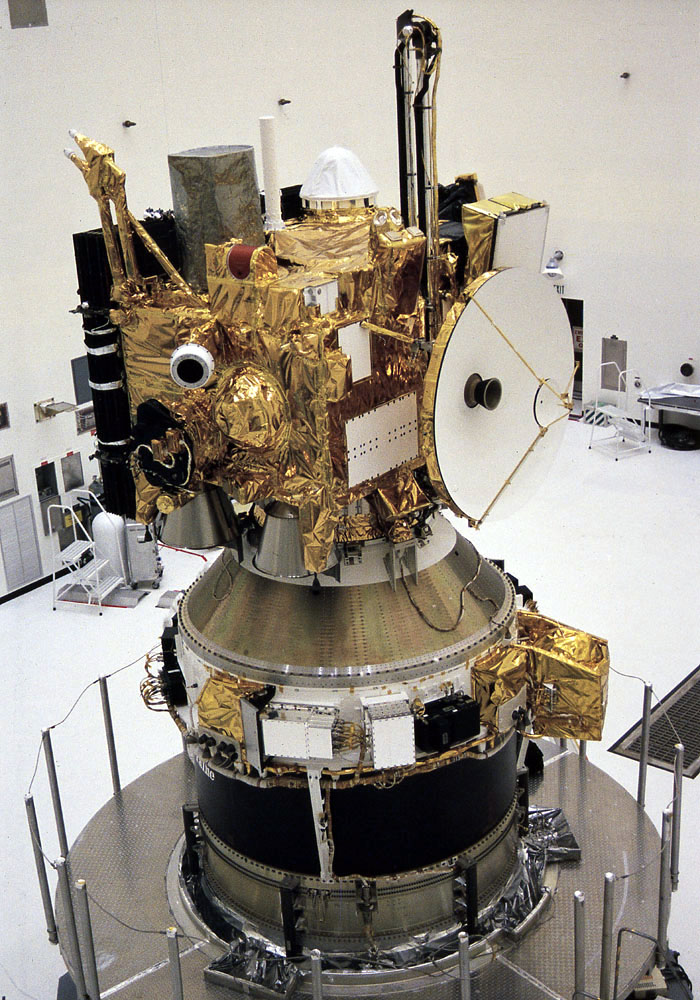
Mars Observer